# Quality function deployment
QFD (Quality Function Deployment) is een methode om klantenwensen en marktvragen te vertalen in ontwerpeisen. De methode zorgt ervoor dat een organisatie zich concentreert op de klantenwensen. Het resultaat van deze methode is een gegevensmatrix. Deze gegevensmatrix wordt ook het kwaliteitshuis (the house of quality) genoemd. De representatievorm van het kwaliteitshuis (afbeelding) is zeer divers. Wat overeenkomt is dat het op een huis lijkt. Meestal bevat de matrix de in de figuur aangegeven velden. 

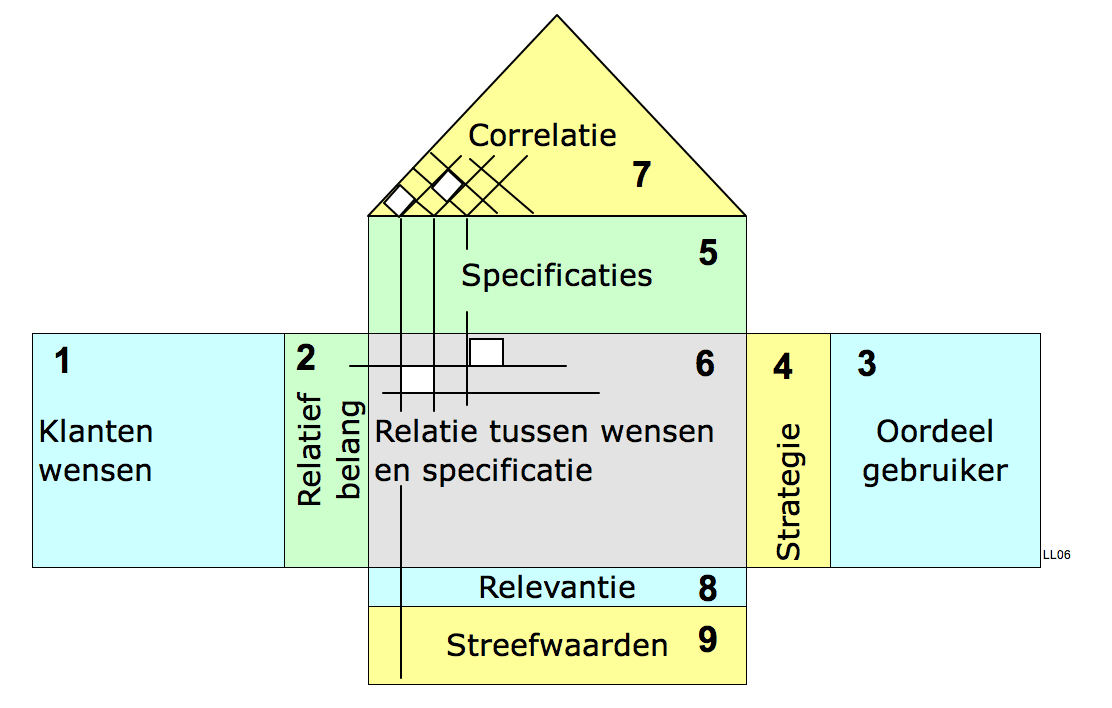
Het kwaliteitshuis

## Proces
Het QFD proces is een teamgebeuren. Het is meestal zo dat de processtappen meerder malen worden doorlopen.
Het vertalen van de klantenwensen in ontwerpeisen gebeurt als volgt (zie figuur);
- 1 Klantenwensen. In dit veld worden de klantwensen opgesomd. De klantenwensen worden meestal verkregen na uitgebreid ( veld) onderzoek.

- 2 Relatief belang. De klantenwensen of eisen worden gewogen op hun belangrijkheid.

- 3 Oordeel gebruiker. Het oordeel van de gebruiker wordt verkregen na gedegen concurrentie onderzoek.

- 4 Strategie. Op basis van de bedrijfsstrategie, geschatte inspanning versus te bereiken resultaten, wordt er een prioriteit toegekend.

- 5 Specificaties. De beschikbare gegevens worden vertaald in specificaties en/of ontwerpgegevens.

- 6 Relatie tussen wensen en specificatie. In een matrixvorm worden de relaties beoordeeld op, in welke mate de specificatie of ontwerpparameter bijdraagt in de realisatie van de klantenwensen.

- 7 Correlatie. In een matrix vorm worden de specificaties (5) met elkaar vergeleken en beoordeeld op tegenstrijdige of elkaar versterkende aspecten.

- 8 Relevantie. In deze kolom worden de specificatie en/of ontwerpeisen gewogen op haalbaarheid.

- 9 Streefwaarden. Als laatste worden de resultaten vertaald in streefwaarden of ontwerpeisen.

## Voordelen
- Bij het ontwerpproces komt de focus op de eisen en/of wensen van de klant te liggen. Hiermee wordt voorkomen dat dominante personen hun eisen en/of wensen doordrukken.

## Nadelen
- De kwaliteit van het QFD proces is sterk afhankelijk van de kwaliteit en de inbreng van de beschikbare informatie door het team.
- Het gebruik van objectieve gegevens is voor deze methode essentieel.
- De complexheid van het QFD proces heeft het gevaar in zich dat door het team vergeten wordt dat het QFD een middel is en geen doel.

## Geschiedenis
QFD is in 1960 bedacht door Drs. Yoji Akao and Shigeru Mizuno.
Het werd voor het eerst toegepast bij Japanse scheepswerven als uitvloeisel van het Demings kwaliteitsconcept.